# Kühdorf
Kühdorf é um município da Alemanha localizado no distrito de Greiz, estado da Turíngia. Pertence ao Verwaltungsgemeinschaft de Leubatal.